# Das Ruhrgebiet
Das Ruhrgebiet is een lied van Wolfgang Petry, een 'volkshit' van zijn album Sehnsucht nach Dir (1993). 

## Achtergrondinformatie
Das Ruhrgebiet, is een van Petry's meest bekende nummers. Dat komt vooral omdat voetbalclubs Schalke 04 en FC Köln dankbaar gebruikmaken van het onofficiële volkslied van het Duitse Ruhrgebied. In Nederland is het nummer vooral bekend van de MTV-serie Das ist so Togo, dat zich afspeelt in Bruckhausen, een stadsdeel van Duisburg. Voor deze serie werd ook een speciale videoclip gemonteerd met de muziek van Petry onder de titel: Das Ruhrgebiet (Toni Togo Song).